# Referendum sulla Repubblica in Australia del 1999
Il referendum costituzionale in Australia del 1999 si tenne il 6 novembre su due quesiti per modificare la Costituzione dell'Australia. Il primo quesito chiedeva se l'Australia dovesse abolire la monarchia con capo di Stato l'allora regina del Regno Unito Elisabetta II, capo del Commonwealth, e diventare una repubblica parlamentare, secondo un modello in cui il presidente sarebbe stato eletto a suffragio indiretto dal Parlamento federale. Tale modello era stato approvato dalla Convenzione costituzionale tenutasi a Canberra nel febbraio 1998. Il secondo quesito, ritenuto meno importante, chiedeva se l'Australia dovesse inserire un preambolo nella sua carta costituzionale che riconoscesse, per la prima volta, il ruolo degli aborigeni in quanto primi abitanti del paese e l’importanza socio-economica degli immigrati che si erano stabiliti nel corso del tempo nel territorio australiano.

I risultati del referendum per Stati e territori federali

## Contesto storico
L'Australia venne configurata come monarchia costituzionale alla promulgazione della sua Costituzione il 1º gennaio 1901, quando diventò un dominion autonomo dal Regno Unito col nome di Federazione dell'Australia, continuando a condividere il sovrano britannico come capo dello Stato. Nel 1931, con lo Statuto di Westminster, l'Australia ottenne una completa indipendenza politica, mantenendo il sistema monarchico. Dal 1901 le funzioni del monarca sono esercitate da un governatore generale, scelto dal primo ministro e formalmente nominato dal sovrano. Il repubblicanesimo australiano è sempre stato presente nella storia del paese fin dall'epoca coloniale, ma la monarchia britannica è rimasta popolare fino alla fine del XX secolo. Un primo momento di rottura di questo sistema si manifestò nella crisi costituzionale australiana del 1975.
A partire dagli anni '90, il movimento repubblicano conobbe una crescita esponenziale nel paese, venendo abbracciato ufficialmente da molti partiti di centrosinistra e centrodestra tra cui i Verdi, il Partito Liberale d'Australia e il Partito Laburista Australiano; quest'ultimo nel 1991 iniziò apertamente a sostenere la trasformazione dell'Australia in una repubblica e lo stesso primo ministro laburista Bob Hawke lo definì un processo inevitabile. Un altro primo ministro laburista, Paul Keating, espresse il desiderio di vedere nascere una repubblica in tempo per il centenario della Federazione dell'Australia nel 2001. L'opposizione di centrodestra della Coalizione Liberale-Nazionale, guidata da Alexander Downer, sebbene meno favorevole al progetto repubblicano, promise di convocare una convenzione costituzionale per discutere della questione. Con il candidato John Howard, la coalizione di centrodestra vinse le elezioni parlamentari del 1996 e fissò la data della convenzione per il febbraio 1998.
La Convenzione costituzionale australiana si tenne dal 2 al 13 febbraio 1998 nella capitale Canberra ed ebbe ad oggetto la questione se l'Australia dovesse trasformarsi in una repubblica e di quale modello. La Convenzione concluse che:
- l'Australia doveva diventare, in linea di principio, una repubblica (89 delegati a favore, 52 contrari, 11 astenuti);
- la forma di governo repubblicana prescelta prevedeva un presidente nominato bipartisan dai due terzi dei membri del Parlamento federale in seduta congiunta come in una repubblica parlamentare (73 delegati a favore, 57 contrari, 22 astenuti);
- un referendum costituzionale da indire nel 1999 per sottoporre al popolo queste modifiche (133 delegati a favore, 17 contrari, 2 astenuti)[5].

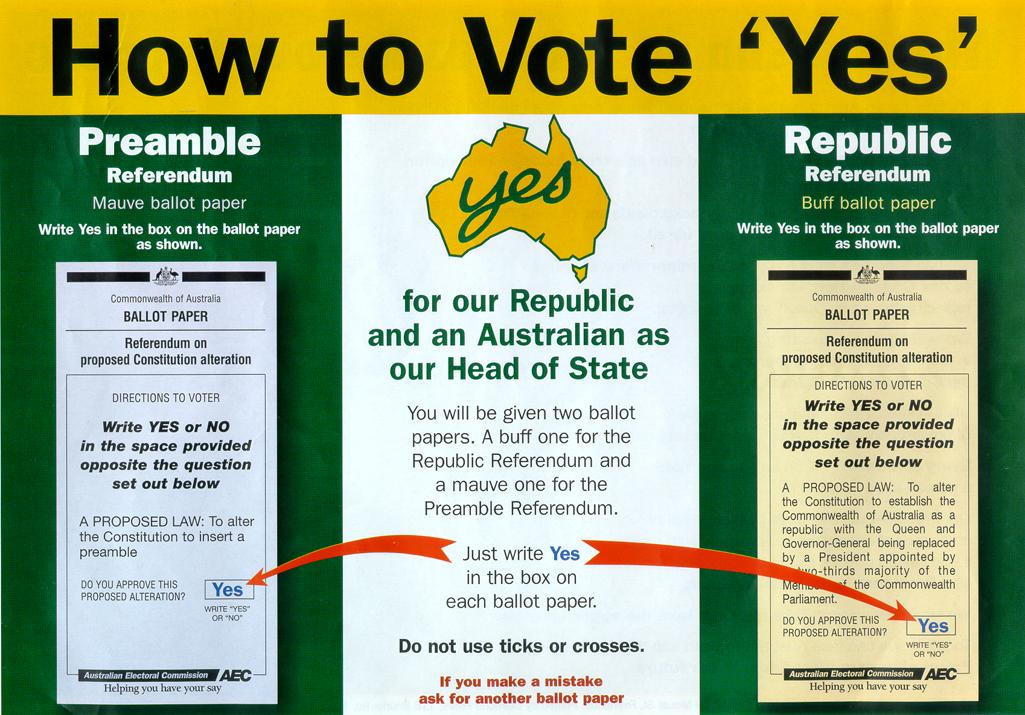
Scheda con le istruzioni per votare Sì

## Il referendum

### La campagna del Sì
La campagna del "Sì" a sostegno delle modifiche costituzionali era guidata dal politico liberale Malcolm Turnbull, presidente del Movimento Repubblicano Australiano (Australian Republican Movement) ed era degna di nota per le sue improbabili alleanze interne tra oppositori tradizionali della politica australiana, ad esempio l'ex primo ministro laburista Gough Whitlam e l'ex primo ministro liberale Malcolm Fraser rilasciarono dichiarazioni congiunte. Anche molti altri australiani di spicco sostennero il Sì, il che portò ad affermazioni secondo cui il movimento era elitista nel sentimento e sostenuto dai politici piuttosto che dal popolo. I repubblicani australiani diedero per scontato l'esito favorevole all'abolizione della monarchia. Sulle sicurezze del movimento repubblicano australiano, il politico e giornalista britannico Bill Deedes dichiarò sul The Daily Telegraph: "Ho raramente partecipato a elezioni in qualsiasi paese, certamente non in uno democratico, in cui i giornali hanno mostrato un pregiudizio più spudorato. Uno e tutti, hanno stabilito che gli australiani avrebbero dovuto avere una repubblica e hanno usato ogni espediente per raggiungere tale scopo". Generalmente, anche i commentatori stranieri e buona parte della stampa diedero per scontato l’esito positivo di entrambi i quesiti del referendum.

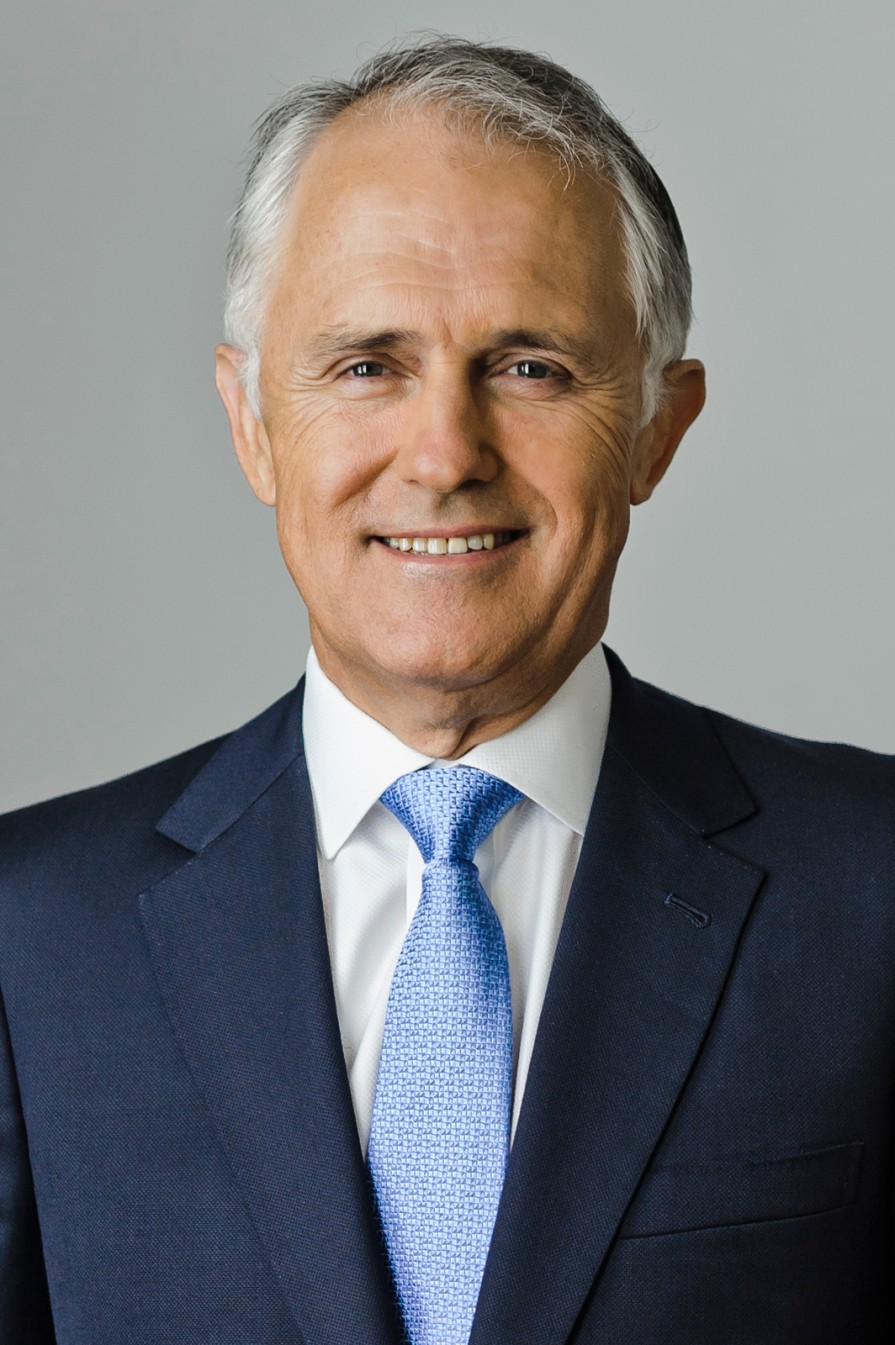
Malcolm Turnbull, principale leader del repubblicanesimo australiano

### La campagna del No
La campagna per il "No" era guidata da gruppi monarchici come la Lega Monarchica Australiana (Australian Monarchist League), "Australiani per la monarchia costituzionale" (Australians for Constitutional Monarchy) e da alcuni gruppi repubblicani che non ritenevano che il modello proposto fosse soddisfacente; in particolare, una parte dei repubblicani pensava che il popolo dovesse eleggere direttamente il presidente. Guidata da Kerry Jones, la campagna per il No si concentrò sui difetti percepiti del modello offerto, sostenendo che coloro che sostenevano il Sì appartenevano ad un'élite (sebbene anche molte figure di spicco della parte monarchica fossero di quella stessa élite), e riuscì ad attrarre sia coloro che erano preoccupati da un cambiamento istituzionale sia coloro che ritenevano che il modello proposto non fosse abbastanza innovativo. La propaganda del No enfatizzò il "No a questa repubblica", sottintendendo che in futuro sarebbe stato probabilmente adottato un modello più in linea con le loro preferenze, cioè l'elezione diretta del presidente. Gli elementi comuni nella campagna del No quindi furono la visione che il modello proposto fosse antidemocratico e avrebbe portato a una "repubblica dei politici", facendo leva su una generale sfiducia nei confronti della classe dirigente.

### I quesiti
Agli allora 12.392.040 elettori australiani vennero posti due quesiti referendari da approvare:
1. "Una proposta di legge: modificare la Costituzione per istituire il Commonwealth d'Australia come una repubblica, con la Regina e il Governatore generale sostituiti da un Presidente nominato da una maggioranza di due terzi dei membri del Parlamento del Commonwealth".
2. "Una proposta di legge: per modificare la Costituzione inserendo il preambolo: Con la speranza in Dio, il Commonwealth d'Australia è costituito come una democrazia con un sistema di governo federale al servizio del bene comune. Noi, il popolo australiano, ci impegniamo a rispettare questa Costituzione: orgogliosi che la nostra unità nazionale sia stata forgiata da australiani di diverse origini; senza mai dimenticare i sacrifici di tutti coloro che hanno difeso il nostro Paese e la nostra libertà in tempo di guerra; sostenendo la libertà, la tolleranza, la dignità individuale e lo stato di diritto; onorando gli aborigeni e gli isolani dello Stretto di Torres, il primo popolo della nazione, per il loro profondo legame con le loro terre e per le loro antiche e persistenti culture che arricchiscono la vita del nostro Paese; riconoscendo il contributo di generazioni di immigrati alla costruzione della nazione; consapevoli della nostra responsabilità di proteggere il nostro ambiente naturale unico; a sostegno del successo e dell'uguaglianza delle opportunità per tutti; e apprezzando l'indipendenza tanto quanto lo spirito nazionale che ci unisce sia nelle avversità che nei successi."

### Il voto
Il 6 novembre 1999 votarono circa 11.785.035 australiani, pari al 95,1% degli aventi diritto, che respinsero entrambe le proposte di modifica costituzionale. Il Sì non ebbe la maggioranza in nessuno Stato federale, tranne che nel Territorio della Capitale Australiana, dove vinse la scelta repubblicana col 63,27%, ma dove il preambolo venne respinto col 56,39% dei voti. Complessivamente lo Stato che votò in maggioranza per il mantenimento dello status quo istituzionale fu il Queensland (62,56%), mentre quello che votò in maggioranza contro l'inserimento del preambolo nella Costituzione fu l'Australia Occidentale (65,27%). In generale, il 54,87% degli australiani (6.410.787) votò No all'introduzione di un sistema repubblicano e il 60,66% (7.080.998) votò No all'introduzione del preambolo in Costituzione.
I voti più alti per la repubblica provenivano dalle aree metropolitane interne. Delle 148 divisioni dell'Australia, 42 votarono Sì, con Melbourne (70,92%), Sydney (67,85%), Melbourne Ports (65,90%), Grayndler (64,77%) e Fraser (64,46%), in contrasto con i No di altri grandi centri come Adelaide, Brisbane, Gold Coast, Perth, Newcastle e Townsville. I voti contrari alle proposte provenivano prevalentemente da divisioni rurali e remote, così come da molte aree suburbane esterne. Le quattro divisioni che registrarono il più alto numero di No furono sempre nel Queensland: Maranoa 77,16%; Blair 74,64%; Wide Bay 74,33% e Groom 72,58%.

## Conseguenze
Alcuni repubblicani, come Phil Cleary, sostennero che alcuni anti-monarchici avessero votato "No" in modo che un futuro referendum potesse essere indetto su un modello che prevedeva l'elezione diretta del presidente. Altri, come lo stesso Malcolm Turnbull, identificarono sempre questa divisione all'interno del campo repubblicano come una delle ragioni principali del fallimento del referendum. Dopo il voto, Turnbull incolpò della sconfitta un uomo del suo campo politico, il primo ministro John Howard, affermando: "Qualunque cosa realizzi, la storia lo ricorderà solo per una cosa. È stato il primo ministro che ha spezzato il cuore di una nazione". Nel frattempo, un leader dei monarchici, Kerry Jones, chiese ai cittadini di accettare il risultato e di andare avanti "come una nazione unita". Nonostante le speranze di repubblicani più radicali, la sconfitta del referendum fu generalmente vista come una battuta d'arresto per la causa repubblicana in Australia e le richieste di un altro referendum furono ignorate dal governo Howard.
La regina Elisabetta II visitò l'Australia l'anno successivo e, durante un discorso il 20 marzo 2000 al Teatro dell'Opera di Sydney, affermò "di rispettare e accettare l'esito del referendum. Alla luce del risultato dello scorso novembre, continuerò fedelmente a servire come Regina d'Australia secondo la Costituzione al meglio delle mie capacità".
Il giudice dell'Alta Corte australiana Michael Kirby, un monarchico costituzionale, attribuì il fallimento del referendum a dieci fattori: mancanza di bipartitismo; eccessiva fretta; la percezione che la repubblica fosse sostenuta dalle élite delle grandi città; una "denigrazione" dei monarchici come "antipatriottici" da parte dei repubblicani; l'adozione di un modello repubblicano inflessibile da parte della convenzione; preoccupazioni circa il modello specifico proposto (principalmente la facilità con cui un primo ministro poteva licenziare un presidente); la strategia di utilizzare nomi importanti legati all'era Whitlam per promuovere la causa; una forte opposizione alla proposta negli Stati più piccoli; un controproducente pregiudizio pro-repubblicano nei media; una cautela istintiva tra l'elettorato australiano riguardo al cambiamento costituzionale.